# Akechi Mitsuhide
En aquest nom japonès, el cognom és Akechi.
Akechi Mitsuhide (明智 光秀, 1528 - 2 de juliol del 1582) va ser un samurai japonès que va viure durant el període Sengoku de la història del Japó, conegut també sota el sobrenom de Jubei o Koretō Hyuga no Kami (惟 任 日 向 守). Va ser un general sota les ordres del dàimio Oda Nobunaga, a qui després va trair obligant-lo a cometre seppuku.